# Guido Adler (musikvidenskabsmand)
 Der er flere personer med dette navn, se Guido Adler.
Guido Adler (født 1. november 1855 i Mähren, død 15. februar 1941) var en østrigsk musikforfatter. 
Adler studerede musik ved Wiens konservatorium hos blandt andre Bruckner. Han blev i 1898 professor ved Wiens Universitet efter Hanslick. Han grundlagde i 1884 (sammen med Spitta og Chrysander) "Vierteljahrschrift für Musikwissenschaft" og ledet udgivelsen af "Denkmäler der Tonkunst in Oesterreich". Han trådte i 1927 tilbage som universitetsprofessor.
Adler, fremragende som forsker og lærer, blev bekendt uden for fagkredse ved det indholdsvægtige skrift: Richard Wagner-forelæsninger (1904). Hans senere arbejder er Der Stil in der Musik, Gustav Mahler og Methode der Musikgeschichte, og redaktionen af den store Handbuch der Musikgeschichte (1924);